# Roberto Beracochea
Roberto Beracochea (* 9. Dezember 1909 in Gualeguay/Entre Ríos; † 11. Dezember 1988 ebenda) war ein argentinischer Schriftsteller.
Beracochea studierte Jura an der Universität von Córdoba und wurde Präsident der Rechtsanwaltskammer und der Forensischen Vereinigung der Provinz Entre Ríos. Mit Carlos Alberto Álvarez und José Eduardo Seri nahm er als Delegierter der Provinz Entre Ríos am Ersten Nationalkongress der Sociedad Argentina de Escritores und der Directores de Cultura teil. In der Provinz Entre Ríos gründete und leitete er u. a. die Federacion de Asociaciones Culturales de Entre Ríos (FACER).
Er arbeitete für verschiedene Zeitungen und Zeitschriften seiner Heimatregion, leitete eine Kultursendung im Rundfunk und hielt hunderte von Vorträgen über Themen aus den Gebieten der Literatur, Musik, Geschichte und des Rechts. Politisch war er in der Partido Demócrata Progresista aktiv, für die er 1956 als Gouverneur der Provinz Entre Ríos kandidierte. 
Als Schriftsteller verfasste Beracochea u. a. mehrere Romane, zwei Theaterstücke, einen Reisebericht und einen Band Kurzgeschichten, die nicht veröffentlicht wurden, Gedichte sowie mehrere Essays. 

## Werke
- La estrella enlodada,. Roman. Paraná Ed. Llanura, 1952, OCLC 253190206 (spanisch).
- El tiempo indeciso. Roman. El Diario, Paraná 1953, OCLC 17498284 (spanisch).
- Sombras en el viento. Roman. Girando Hnos., Gualeguay 1955, OCLC 219055087 (spanisch).
- Delincuencia Juvenil, Essay (1960)
- Los cauces alucinados. Roman. Gualeguay 1960, OCLC 948488020 (spanisch).
- Poemas (1973)
- De 16 a 20. Roman. Librería y Editorial Castellvi, Santa Fe, Argentinien 1976, OCLC 949590578 (spanisch).
- El paisaje de Gualeguay y sus poetas, Essay (1976)
- Las gotas de la noche. Roman. Castellvi, Santa Fe, Argentinien 1977, OCLC 218958976 (spanisch).
- Cielos encendidos, Romantrilogie
  - Biguá (1979)
  - Llamados del roble (1980)
  - El abra desolada (1981)
- Gualeguay en la cultura, Essay (1981)

## Quelle
- ROBERTO BERACOCHEA - Textos de escritores de Concordia Entre Ríos Argentina. In: autoresdeconcordia.com.ar. (spanisch).

| Personendaten    | Personendaten                 |
| ---------------- | ----------------------------- |
| NAME             | Beracochea, Roberto           |
| KURZBESCHREIBUNG | argentinischer Schriftsteller |
| GEBURTSDATUM     | 9. Dezember 1909              |
| GEBURTSORT       | Gualeguay                     |
| STERBEDATUM      | 11. Dezember 1988             |
| STERBEORT        | Gualeguay                     |